# Кузнецов, Василий Васильевич (скульптор)
Василий Васильевич Кузнецов (1881, Вердо, Рязанская губерния — 1923, Аркадак, Саратовская губерния) — российский скульптор.

## Биография

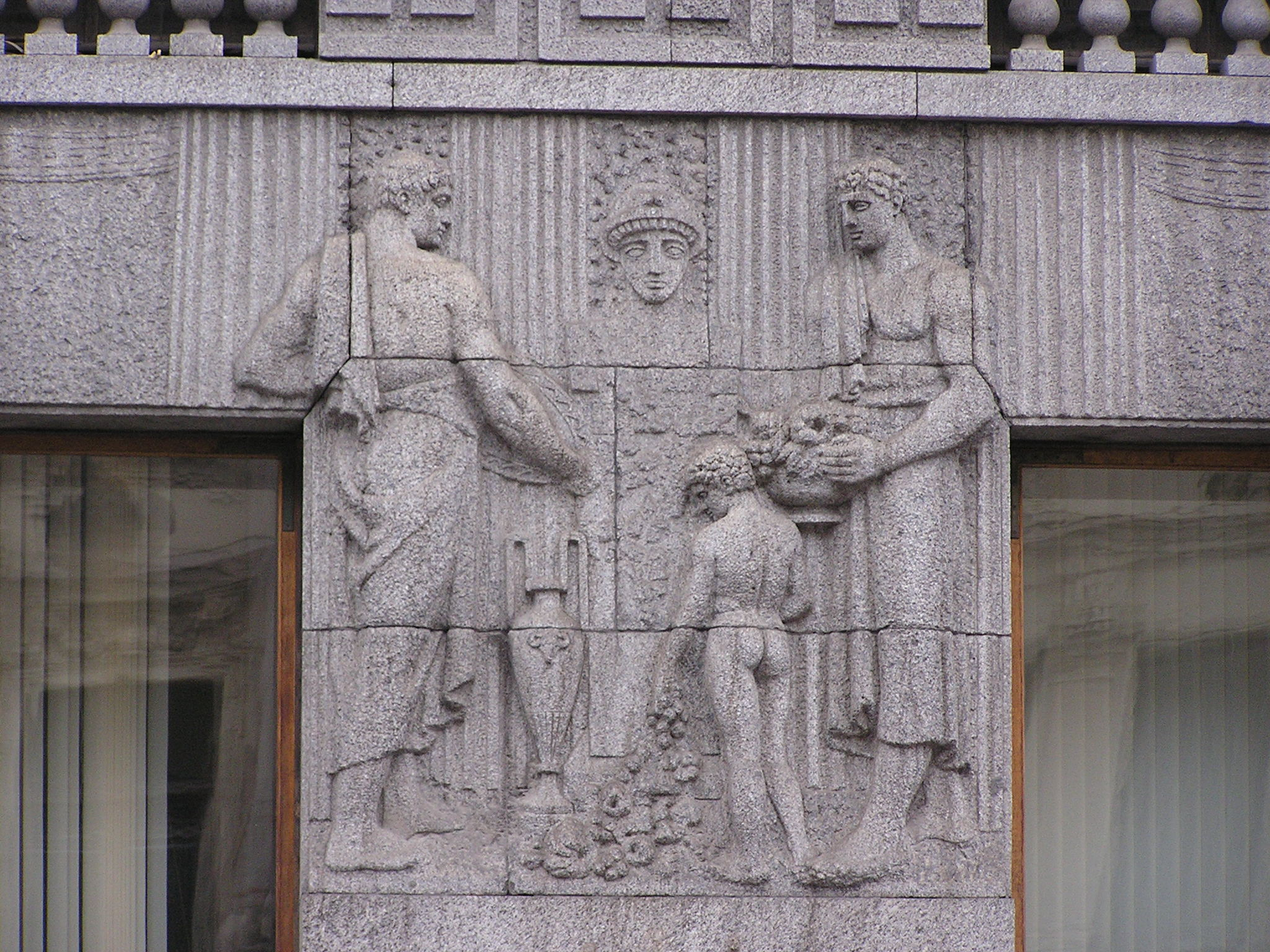
Работа скульптора на здании Азовско-Донского коммерческого банка (Санкт-Петербург)

Учился в Харьковском реальном училище и в Высшем художественном училище при Императорской Академии художеств (1901—1908) у Г. Р. Залемана и В. А. Беклемишева.
Занимался декоративным оформлением фасадов ряда петербургских зданий: Азовско-Донского банка, Городского училищного дома имени Петра Великого, Дачи Половцова и др., работая в стиле неоклассицизма. Принимал участие в оформлении павильонов России на Международных выставках в Риме (1910) и Турине (1911).
В 1912 году был принят в объединение «Мир искусства».
В 1914—1919 годах возглавлял скульптурное отделение Императорского фарфорового завода. Среди работ: скульптура «Балерина Павлова» по модели С. Н. Судьбинина, бюсты Л. В. Собинова, В. В. Качалова, К. Маркса, произведения «Конёк-горбунок», «Дама с розой», «Сестра милосердия», «Фавн-младенец», «Дама с попугаем» и др., цикл «Знаки Зодиака», а также прикладные изделия — шкатулки, вазы, кружки, подсвечники, чернильницы. В 1919 году переехал в Саратовскую губернию, однако продолжал выполнять заказы для фарфорового завода. В 1925 году работы Кузнецовы были удостоены золотой медали на Международной выставке декоративного искусства и художественной промышленности.
Умер в 1923 году от тифа.
Работы находятся в собрании Русского музея.

## Семья
Супруга — художница Людмила Давидовна Кузнецова-Бурлюк (1885—1968). В семье было четверо сыновей. Согласно воспоминаниям брата Людмилы Давидовны поэта-футуриста Давида Бурлюка, «в феврале 1908 года она <Людмила Давидовна Бурлюк> вышла замуж за скульптора В. В. Кузнецова, чей отец был железнодорожным инженером, последним проектом которого была железная дорога из Петербурга в Мурманск. Кузнецовы были дружны с Ремизовыми, Мережковским и сестрами Гиппиус. Все они были архаистами, ненавидящими всё новое, и вскоре Людмила стала относиться к нам как к „чужакам“».